# Teorie sulla costruzione delle piramidi egizie
Esistono parecchie ipotesi concernenti le tecniche di costruzione delle piramidi egizie. Queste tecniche sembrano essersi sviluppate nel tempo: le piramidi più recenti non furono erette con le stesse procedure adoperate per le più antiche. Molte delle ipotesi riguardo alla loro costruzione si basano sull'idea che le mastodontiche pietre fossero estratte con scalpelli di rame dalle cave di pietra, e che siano poi state trascinate e sollevate fino alla posizione finale. I punti su cui nascono i disaccordi riguardano i metodi utilizzati per lo spostamento e posizionamento delle pietre. Esistono anche ipotesi in base alle quali sarebbero state costruite partendo da cemento geopolimero, noto anche come pietra di gesso.
Oltre ai dubbi riguardanti le tecniche edilizie, ci sono disaccordi anche riguardo alla manovalanza utilizzata. I Greci, molti anni dopo la costruzione dei monumenti, credevano che fossero stati costruiti grazie al lavoro degli schiavi. Al giorno d'oggi gli archeologi credono che almeno la grande piramide di Giza fu costruita da decine di migliaia di operai specializzati che si accamparono nei pressi della piramide lavorando in cambio di un salario, o come forma di pagamento delle tasse (tributi) fino al completamento dell'opera, il che sarebbe dimostrato dall'esistenza dei cimiteri degli operai scoperti nel 1990 dagli archeologi Zahi Hawass e Mark Lehner. Per la piramide di Amenemhat II, risalente al Medio Regno, esistono prove dell'utilizzo di stranieri provenienti dalla Palestina, come descritto sulla pietra tombale del re.

## Considerazioni storiche

### Terza e quarta dinastia
In tempi più antichi le piramidi erano costruite interamente in pietra. Le locali cave di calcare erano la fonte preferita di materiale per il corpo principale di queste piramidi, mentre un calcare di maggiore qualità, estratto a Tura (vicino all'odierna Il Cairo), era utilizzato come copertura esterna. Il granito, estratto vicino ad Assuan, serviva per la costruzione di alcuni elementi architettonici, tra cui le saracinesche (un tipo di porta), i soffitti e le mura della camera funebre. Occasionalmente, il granito veniva utilizzato anche per la copertura esterna, come nella piramide di Micerino. Nelle prime piramidi, gli strati di pietra che formavano il corpo della piramide erano posati inclinati verso l'interno. Si scoprì in seguito che questa configurazione era meno stabile di quella che vedeva le pietre appoggiate orizzontalmente l'una sull'altra.
La Piramide romboidale a Dahshur sembra indicare l'accettazione di una nuova tecnica come transizione tra questi due stili edilizi. La sua sezione inferiore è fatta di rocce inclinate, mentre quelle superiori sono orizzontali.

### Dal Medio Regno in avanti
Durante il Medio Regno le tecniche di costruzione delle piramidi cambiarono di nuovo. Molte delle piramidi costruite in quel periodo sono poco più che montagne di mattoni di fango coperti da uno strato di calcare lucido. In molti casi le piramidi più recenti erano costruite sulla cima di colline naturali al fine di ridurre il quantitativo di materiale necessario per la costruzione. I materiali ed i metodi di costruzione usati nelle prime piramidi hanno garantito la loro sopravvivenza con un miglior stato di conservazione rispetto ai monumenti degli ultimi faraoni.

## Ipotesi sui metodi di costruzione

### Costruzione delle piramidi a partire dalla pietra estratta
Uno dei principali problemi che i primi costruttori dovettero affrontare era la necessità di spostare enormi quantità di roccia. La tomba di Djehutihotep (risalente alla XII dinastia) contiene l'immagine di 172 uomini che trascinano una statua di alabastro con una slitta. Il peso della statua è stato stimato in 60 tonnellate, e Denys Stocks ha calcolato che sarebbero stati necessari 45 lavoratori per iniziare a muovere un blocco lubrificato di 16 300 kg, o otto operai per uno di 2750 kg. Il dottor R. H. G. Parry ha ipotizzato un metodo per far rotolare le pietre, tramite l'utilizzo di una macchina, simile a una culla, ritrovata in numerosi templi del Nuovo Regno. Quattro di questi oggetti potevano essere avvolti attorno a un blocco per permettere di farlo rotolare facilmente. Gli esperimenti svolti dalla Obayashi Corporation, con blocchi di cemento delle dimensioni di 0,8 per 1,6 metri, e pesanti 2,5 tonnellate, hanno mostrato come 18 uomini possano trascinare il blocco su una rampa con un'inclinazione del 25%, con una velocità di 18 metri al minuto. Vitruvio, nel De architectura, descrive un metodo simile per lo spostamento di grandi pesi di forma irregolare. Ancora non si sa se gli egizi abbiano utilizzato questa tecnica, ma gli esperimenti condotti hanno dimostrato che potrebbero essere state usate pietre di questa dimensione. In generale gli egittologi accettano questa ipotesi per le pietre da 2,5 tonnellate, ma non per quelle da oltre 15 tonnellate e per le molte da 70/80 tonnellate.
Dato che le pietre utilizzate per il nucleo delle piramidi erano tagliate in maniera grossolana, soprattutto nella piramide di Cheope, un altro problema era dato dal materiale da utilizzare per riempire gli interstizi tra le pietre. Erano necessarie grandi quantità di gesso e macerie. Il riempimento non fungeva da legante per le pietre, ma era necessario per stabilizzare la costruzione. Per trasformare il gesso in malta era necessario disidratarlo scaldandolo con grandi quantità di legna. Secondo gli egittologi i ritrovamenti del 1984/1995 del David H. Koch Pyramids Radiocarbon Projects potrebbero far pensare che l'Egitto abbia raso al suolo le sue foreste e recuperato ogni pezzetto di legno al fine di costruire le piramidi di Giza e le altre fin dalla IV dinastia. La datazione al carbonio di alcuni blocchi del nucleo hanno dimostrato che la datazione dello studio del 1984 era 374 anni prima di quanto attualmente accettato, e che la datazione del 1995 era in anticipo di 100–200 anni. I membri della squadra ipotizzarono: "pensiamo che sia improbabile che i costruttori delle piramidi abbiano usato soprattutto legno centenario per la preparazione della malta. I risultati del 1984 ci hanno lasciato pochi dati per poter concludere che la cronologia storica dell'Antico Regno sia sbagliata di circa 400 anni, ma la consideriamo almeno una possibilità". Per poter spiegare questa discrepanza, gli egittologi proposero la teoria del "legno antico", secondo la quale le date potrebbero derivare dal fatto che per la costruzione sia stato riciclato molto legno antico di secoli.
Esistono buone informazioni relativamente alla posizione delle cave, ad alcuni degli strumenti utilizzati per tagliare la roccia (dato che nessuno scalpello di rame è ancora stato trovato in queste cave), al trasporto delle pietre fino al monumento, al livellamento delle fondamenta, ed alla costruzione della sovrastruttura. Probabilmente gli operai utilizzavano scalpelli di rame, trapani e seghe per il taglio delle pietre, dato che molte erano fatte di calcare. Le pietre più dure, come granito, granodiorite, sienite e basalto, non potevano essere tagliate coi soli strumenti di rame. Furono invece lavorate con metodi più lenti, come ad esempio colpendole con diabasi, trapanandole o segandole con l'aiuto di materiale abrasivo, tipo la sabbia di quarzo. I blocchi venivano trasportati con slitte lubrificate probabilmente con acqua. Il livellamento delle fondamenta potrebbe essere stato realizzato tramite l'uso di fossi riempiti d'acqua, come ipotizzato da Mark Lehner e I.E.S. Edwards, o con l'uso di una squadra diretta da supervisori esperti.

### Gli scritti di Erodoto e Diodoro Siculo
I principali dubbi sulla costruzione delle piramidi si concentrano soprattutto sul modo in cui i blocchi furono posti in cima alla struttura. Non esistono prove archeologiche o storiche che aiutino a risolvere il dubbio. Buona parte della discussione sulle tecniche edilizie riguarda le poche prove a disposizione.
I racconti storici della costruzione delle piramidi egizie non permettono di capire la tecnica utilizzata per sollevare i blocchi. Nonostante questo molti egittologi fanno riferimento a questi scritti quando discutono il sollevamento dei blocchi. Talete, secondo Ieronimo, visitò le piramidi egizie nel VII secolo a.C. e, usando triangoli simili, triangoli rettangoli e le ombre delle piramidi, ne misurò l'altezza ed il volume. I primi racconti storici della costruzione di questi monumenti risalgono a secoli dopo la costruzione delle piramidi, e sono opera di Erodoto (V secolo a.C.) e Diodoro Siculo (I secolo a.C.). Lo scritto di Erodoto recita:
La versione di Diodoro Siculo dice:
Si sa che sia le opere di Erodoto che di Diodoro Siculo contengono grossi errori, e che il Siculo viene spesso accusato di prendere spunto dalle opere di Erodoto. La descrizione fatta da Erodoto dello schiavismo è uno dei miti più persistenti riguardo al processo di costruzione, e quella di Diodoro Siculo del trasporto delle pietre dall'Arabia è scorretto. Dato che entrambi vengono considerati inaffidabili, è impossibile scegliere quale sia la tecnica corretta a partire dai documenti storici. In ogni caso queste opere forniscono alcune prove sia per l'uso di macchine di sollevamento che per l'uso delle rampe.

### Vari tipi di rampe

Esempi di grandi rampe diritte

Da sinistra a destra: rampa zig-zag (Uvo Hölscher), rampa che utilizza la parte incompleta della sovrastruttura (Dieter Arnold), e rampa a spirale supportata dalla sovrastruttura (Mark Lehner).

Molti egittologi concordano sul fatto che le rampe siano il più probabile dei possibili metodi utilizzati per sollevare i blocchi, anche se precisano che si tratta di un metodo incompleto, che deve essere completato da un altro mezzo. Prove archeologiche riguardanti l'uso delle rampe sono state trovate presso la Grande piramide di Giza e presso altre piramidi. Il metodo più accettato per l'uso delle rampe è l'uso delle leve.. Le prove archeologiche dimostrano solo l'esistenza di piccole rampe e camminamenti inclinati, non qualcosa che potrebbe essere stato utilizzato per la costruzione di buona parte del monumento. Ad aggiungere incertezza c'è il fatto che sembrano esistere molte prove che ipotizzano l'uso di metodi non-standard o ad hoc nella costruzione delle piramidi Lehner 1997: 223).
Esistono molti stili di rampe ipotizzate, con notevoli differenze tra loro. Uno dei metodi più screditati è l'utilizzo di grandi rampe diritte, soprattutto a causa della loro enorme dimensione, la mancanza di prove archeologiche, l'alto costo di forza lavoro e altri problemi).
Altre rampe permettevano di risolvere il problema della dimensione, accusate però di non essere funzionali e di mancare di prove archeologiche. Esistono ipotesi di rampe a zig-zag, rampe diritte utilizzate per le parti incomplete della sovrastruttura (Arnold 1991), rampe a spirale sostenute dalla sovrastruttura e rampe a spirale che poggiavano sul monumento già costruito. Mark Lehner ipotizzò l'uso di rampe a spirale, che partivano dalla cava di pietra a sudest e proseguivano lungo l'esterno della piramide. I blocchi di pietra potrebbero essere stati trainati con slitte lungo rampe lubrificate con acqua o latte.
I metodi basati sull'uso di leve sono considerati i più fattibili per completare l'uso delle rampe, in parte a causa della descrizione fatta da Erodoto, ed in parte grazie allo Shaduf, un metodo di irrigazione descritto la prima volta in Egitto durante il Nuovo Regno, e ritrovato anche nell'Antico Regno della Mesopotamia. Secondo il punto di vista di Lehner (1997: 222) le leve sarebbero state impiegate per sollevare il 3% del materiale della sovrastruttura. È importante notare che il 4% di questo materiale rappresenta un terzo del totale del monumento. In altre parole, secondo Lehner, le leve sarebbero state utilizzate per sollevare piccole parti di materiale a grandi altezze.
Tra i metodi che sfruttano le leve, vi sono quelli che prevedono il sollevamento incrementale dei blocchi, sollevando ripetutamente il blocco ed inserendovi sotto strati di legno o roccia a fare da spessore. Altri metodi usano leve più grandi per effettuare lo spostamento in un colpo solo. Dal momento che la discussione sulle tecniche edilizie utilizzate per il sollevamento dei blocchi tenta di risolvere una carenza delle fonti storiche ed archeologiche con spiegazioni di metodi implementabili, i seguenti esempi di Isler, Keable e Hussey-Pailos elencano questi metodi sperimentali. Il metodo di Isler (1985, 1987) è un metodo incrementale e, nell'esperimento di Nova (1992), furono usati spessori di legno. Isler fu in grado di sollevare un blocco su un altro in circa un'ora e mezza. Il metodo di Peter Hodges e Julian Keable è simile a quello di Isler, e usava piccoli blocchi di cemento come spessori, pallet di legno ed un pozzo. Keable fu in grado di svolgere l'operazione in circa due minuti. Il metodo di Scott Hussey-Pailos (2005) usa una semplice leva per sollevare un blocco in un colpo solo. Questo metodo fu testato con materiali meno resistenti degli analoghi egizi, con un fattore di sicurezza 2, e permise di sollevare un blocco di 2,5 tonnellate in un colpo solo in un minuto. Questo metodo è stato proposto assieme alle rampe di Mark Lehner come più probabile accoppiata.

### Ipotesi delle rampe interne di Jean-Pierre Houdin

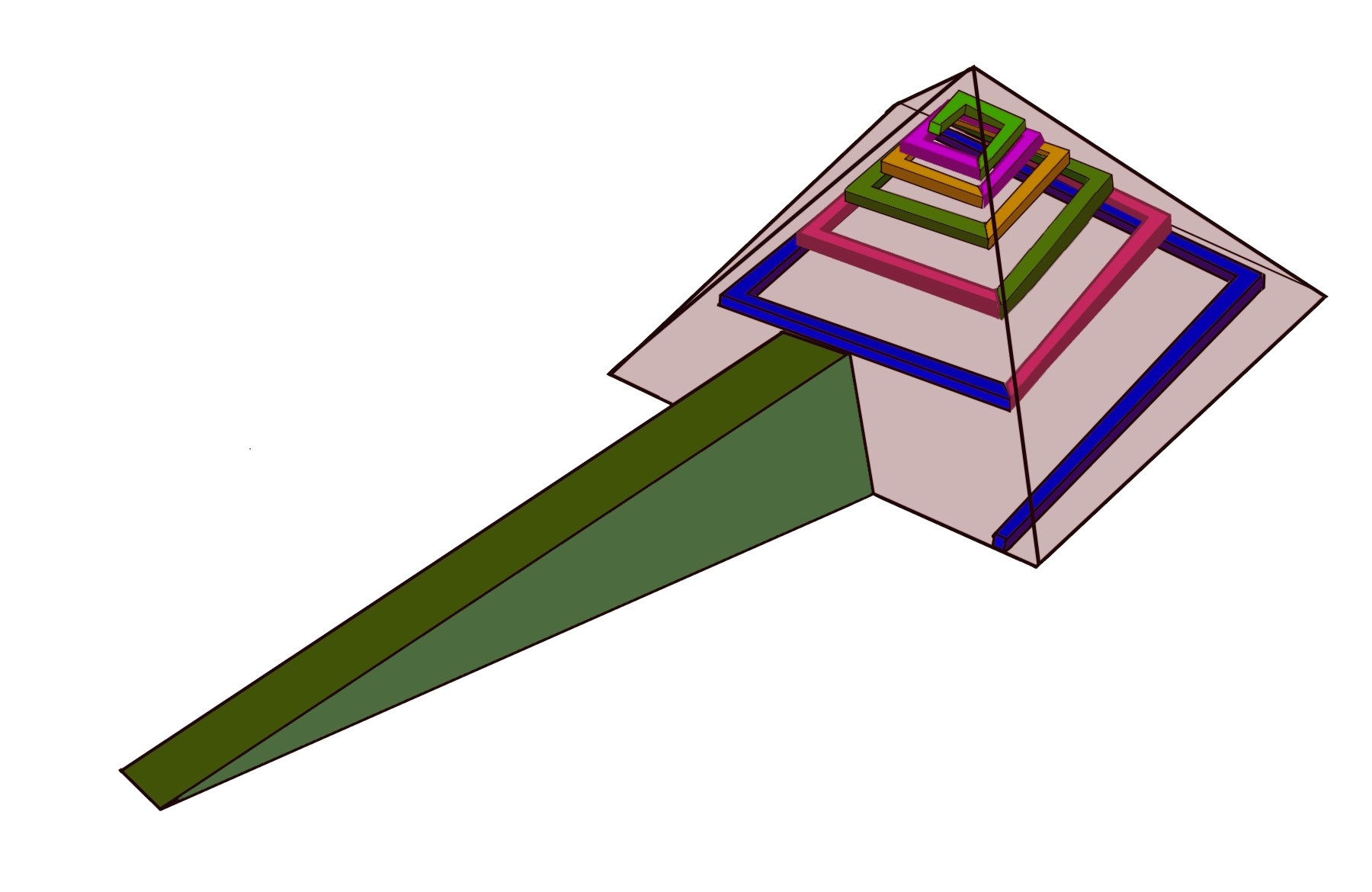
Rampa esterna ed interna (Jean-Pierre Houdin)

Il padre di Houdin era un architetto che, nel 1999, scoprì un metodo di costruzione che, secondo lui, aveva più senso di qualsiasi precedente metodo proposto per la costruzione delle piramidi. Per poter sviluppare la sua ipotesi, Jean-Pierre Houdin, anch'egli architetto, abbandonò il lavoro dedicandosi alla prima ricostruzione in 3D tramite CAD di un modello architettonico della grande piramide di Giza. Il suo progetto prevedeva l'uso di una rampa esterna per la costruzione del primo 30% della piramide, ed una rampa interna fatta di pietra per portare i blocchi sopra questo livello. Le pietre della rampa esterna venivano riciclate per i livelli superiori, e questo spiegherebbe l'altrimenti enigmatica loro mancanza.
Dopo quattro anni di lavoro in solitaria, ad Houdin si unì una squadra di ingegneri della ditta informatica francese Dassault Systèmes, i quali utilizzarono la più sofisticata tecnologia CAD per raffinare e testare la sua ipotesi, rendendola (secondo Houdin) la sola ad essere stata dimostrata come fattibile. Nel 2006 Houdin annunciò la scoperta in un libro: Khufu: The Secrets Behind the Building of the Great Pyramid, e nel 2008 scrisse assieme all'egittologo Bob Brier un secondo libro: The Secret of the Great Pyramid.
Secondo il metodo di Houdin, ogni rampa all'interno della piramide terminava con uno spazio aperto, una tacca lasciata aperta sul lato della costruzione. Questo spazio di 10 m² conteneva una gru che sollevava e ruotava blocchi da 2,5 tonnellate, permettendo a otto uomini di spostarla sopra la successiva rampa interna. Vi è un buco in ognuno dei posti giusti, e nel 2008 il coautore di Houdin, Bob Brier, con una troupe della National Geographic Society, entrò in una camera inesplorata che poteva rappresentare l'inizio di una di queste rampe. Nel 1986 un membro della squadra francese vide una volpe del deserto in uno di questi posti, come se fosse salita dall'interno.
La tesi di Houdin resta non dimostrata, e nel 2007 l'egittologo dell'UCL David Jeffreys descrive la teoria della spirale interna come "inverosimile ed orribilmente complicata", mentre il professore di Oxford John Baines dice di essere "diffidente riguardo a qualsiasi teoria che cerchi di spiegare solo come la grande piramide fu costruita". È stata portata una piccola prova a suo favore. Nel 1986 una squadra francese fece un'analisi micro-gravimetrica della struttura. Non inclusa nel resoconto finale, ma chiaramente visibile in alcuni disegni non pubblicati, si vede un elemento a forma di spirale nel posto indicato da Houdin. Houdin è convinto che la sua teoria verrà presto confermata o smentita da una delle numerose nuove tecniche, tra cui fotografie a infrarossi del raffreddamento della piramide la sera.
Houdin sviluppò anche una nuova teoria a partire dal proprio modello architetturale, che potrebbe infine spiegare l'esistenza della camera della Grande Galleria interna, che altrimenti sembra quasi inutile. Egli crede che la galleria sia servita da scivolo/guida per i contrappesi. Avrebbe permesso il sollevamento dei cinque blocchi di granito da 60 tonnellate che formano il soffitto della camera del Re.

#### Rampa a spirale

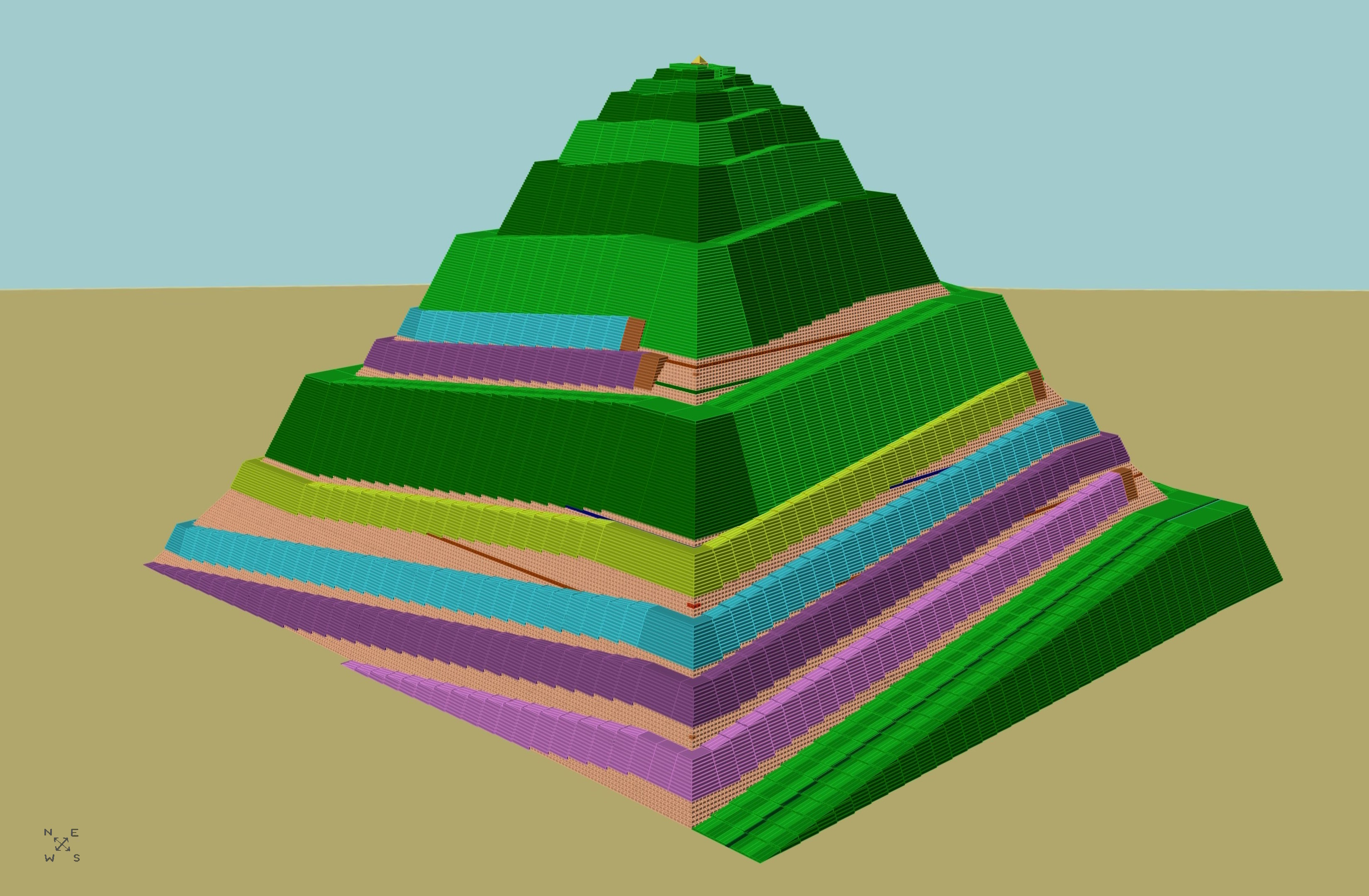
Rampe multispirale (Rudolf Volz)

Nel 2024 Rudolf Volz presentò la sua teoria delle rampe multispirale. Le rampe sono posizionate sulla piramide a gradoni interna. Un totale di sette rampe iniziano al livello più basso. L'ampio sentiero principale inizia dal lato sud della piramide e conduce alla sommità, consentendo di posizionare il piramidale in sommità. Sugli altri tre lati partono due strette rampe che terminano a quote diverse.

### Ipotesi del cemento di calcare
Lo scienziato dei materiali Joseph Davidovits disse che i blocchi della piramide non sono di pietra scavata, ma piuttosto una forma di cemento di calcare, e che furono prodotti in maniera simile al moderno cemento. Secondo quest'ipotesi, morbido calcare con un alto contenuto di caolinite fu recuperato dall'uadi a sud della piana di Giza. Il calcare fu sciolto in pozze create dal Nilo fino a diventare liquido. La calce (trovata nelle ceneri dei fuochi di cottura) ed il natron (usato dagli Egizi anche per la mummificazione) venivano poi mischiati. Le pozze venivano quindi lasciate evaporare, fino ad ottenere una mistura umida simile all'argilla. Questo "cemento" umido sarebbe stato trasportato sul luogo di costruzione, dove sarebbe stato versato in stampi di legno, ottenendo in pochi giorni una reazione chimica simile a quella del vero cemento. Nuovi blocchi, affermò, potevano essere creati sul posto, sopra agli altri già posizionati. Furono effettuati test di fattibilità in un istituto geopolimero nella Francia settentrionale, e si scoprì che un gruppo di cinque/dieci persone, usando solo strumenti manuali, poteva creare una struttura con cinque blocchi (da 1,3 - 4,5 tonnellate) in un paio di settimane. Affermò anche che la stele della carestia, assieme ad altri testi geroglifici, descrive il metodo usato per la creazione delle pietre.
Il metodo proposto da Davidovits non è accettato dalla maggior parte degli accademici. Non spiega la presenza di pietre di granito, pesanti oltre 10 tonnellate, sopra la camera del Re, che sono obbligatoriamente estratte da una cava. I geologi hanno attentamente studiato l'ipotesi di Davidovits, concludendo che il materiale era calcare naturale proveniente dalla cava della formazione di Mokattam. Secondo Davidovits, comunque, il materiale usato proverrebbe dalla stessa cava indicata dai geologi.
L'ipotesi di Davidovits ha recentemente guadagnato il sostegno di Michel Barsoum, un ricercatore specializzato in scienza dei materiali. Michel Barsoum e i suoi colleghi della Drexel University hanno pubblicato le loro scoperte sostenendo l'ipotesi di Davidovits in Journal of the American Ceramic Society nel 2006. Utilizzando un microscopio elettronico a scansione, scoprirono minerali composti e bolle d'aria all'interno del campione preso dai blocchi di calcare della piramide, non presenti nel calcare naturale.
Dipayan Jana, un petrografo, fece una presentazione presso l'ICMA (International Cement Microscopy Association) nel 2007 fornendo un documento in cui discuteva il lavoro di Davidovits e Barsoum concludendo che "siamo lontani dall'accettare anche solo una remota ipotesi di costruzione "manuale" delle pietre della piramide".

### Esperimenti diNOVAdi costruzione di una piramide
Nel 1997 Mark Lehner e Roger Hopkins, uno scalpellino di Sudbury, si unirono per condurre un esperimento di costruzione di una piramide per un episodio televisivo della serie NOVA. Costruirono una piramide alta sei metri e larga nove metri, per un totale di 162 m³ e 405 tonnellate. Era formata da 186 pietre pesanti in media 2,2 tonnellate ognuna. Impiegarono solo tre settimane a farlo. Dodici cavatori scavarono le 186 pietre in 22 giorni. Furono in grado di impilarle utilizzando 44 uomini. Utilizzarono martelli di ferro, scalpelli e leve (si tratta di una scorciatoia moderna, dato che gli Egizi potevano disporre solo di rame e legno). Fecero la cosa anche con strumenti di rame, concludendo che era possibile farlo anche in quel modo, solo che serviva manodopera aggiuntiva per rimodellare costantemente nuovi attrezzi. Stimarono di aver bisogno di altri venti uomini per questa operazione. Un altro trucchetto fu l'uso di una pala caricatrice o di un carrello elevatore. Comunque gli strumenti moderni non potevano essere utilizzati per la costruzione fisica della piramide. Utilizzarono le leve per sollevare la pietra di punta della piramide ad un'altezza di sette metri. Quattro o cinque uomini erano in grado di usare le leve su pietre pesanti meno di una tonnellata, ruotarle e trasportarle facendole rotolare. Le pietre più grosse andavano trascinate. Scoprirono che ponendo le pietre su slitte di legno, e trascinandole su percorsi di legno, potevano trascinare una pietra da due tonnellate usando da dodici a venti uomini. Il legno usato per costruire slitte e tracciato andava importato dal Libano a costo molto elevato, dato che in Egitto se ne trovava poco. Anche se questi neo-costruttori hanno faticato a ricreare l'unione perfetta tipica degli antichi Egizi, Hopkins era convinto che col tempo avrebbero fatto più pratica.

## Grande piramide di Cheope
Alcuni ricercatori propongono stime alternative della forza lavoro necessaria. Ad esempio, il matematico Kurt Mendelssohn ha calcolato che erano sufficienti al massimo 50 000 uomini, mentre Ludwig Borchardt e Louis Croon hanno posto il limite a 36 000. Secondo Miroslav Verner furono sufficienti meno di 30 000 uomini per la costruzione della grande piramide.
Uno studio di progettazione svolto dalla Daniel, Mann, Johnson, & Mendenhall, in associazione con Mark Lehner ed altri egittologi, ha stimato che il progetto complessivo avrebbe richiesto 14 567 persone, ed un picco di 40 000. Senza l'uso di pulegge, ruote e accessori in ferro, utilizzarono il metodo del percorso critico per dichiarare che la grande piramide fu completata in circa 10 anni. Nel loro studio si dice che il numero dei blocchi utilizzati nella costruzione fu tra i 2 e i 2,8 milioni (con una media di 2,4 milioni), ma concludendo con un totale di due milioni dopo aver sottratto il volume stimato degli spazi vuoti di camere e gallerie. Molte fonti concordano su questa cifra, poco sopra i 2,3 milioni. I calcoli fanno pensare che gli operai potrebbero aver mantenuto un ritmo di 180 blocchi l'ora (3 al minuto) con 10 ore di lavoro giornaliere per poter sistemare ogni singolo blocco. Trassero questi numeri dai modelli tridimensionali moderni che non facevano uso di macchine non disponibili agli Egizi, concludendo però che era ancora ignota la tecnica edilizia utilizzata per la Grande Piramide. Come disse Craig Smith della squadra:
(DMJM Solves the Riddle of the Sphinx...Okay, Well, its Neighbor)

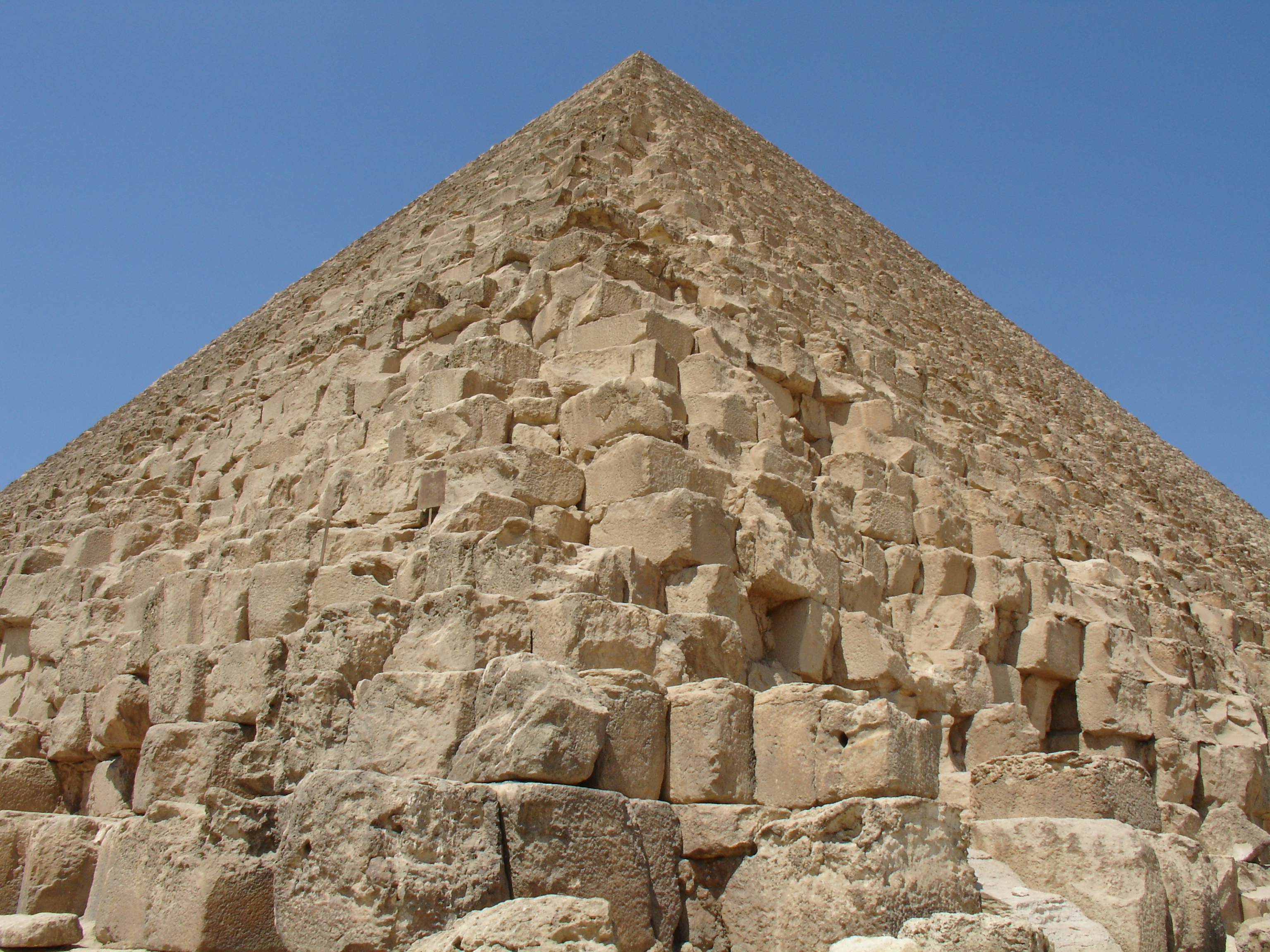
Particolare dei blocchi da 1,5 tonnellate che compongono la grande piramide di Cheope

Si crede che l'intera piana di Giza sia stata costruita durante il regno di cinque faraoni, in meno di un secolo, e generalmente comprende: la grande piramide di Cheope, quelle di Chefren e Micerino, la grande Sfinge, i templi a valle, 35 posti per barche tagliati nella roccia e numerosi camminamenti, oltre alla pavimentazione di quasi tutta la piana con grandi pietre. Non è compresa la piramide settentrionale di Djedefre (Abu Rawash), non costruita in questi 100 anni. Nei cento anni che precedettero Giza, a partire da Djoser che regnò dal 2687 al 2667 a.C., tra le dozzine di altri templi, piccole piramidi ed altri progetti, furono costruite altre tre grandi piramidi. Si tratta della piramide a gradoni di Saqqara (che si crede essere la prima piramide egizia), la piramide romboidale e la piramide rossa. In questo periodo (tra il 2686 ed il 2498 a.C.) fu costruita anche la diga di Wadi Al-Garawi, per la quale furono usati 100 000 metri cubi di rocce e macerie.